# 玛格丽特 (加尔省)
玛格丽特（法語：Marguerittes，法語發音：[maʁɡəʁit]）是法国加尔省的一个市镇，位于该省中部偏南，省会尼姆市区东北，属于尼姆区。

## 地理
玛格丽特（43°51'36"N, 4°26'38"E）面积25.29 平方千米，位于法国奧克西塔尼大區加尔省，该省份为法国南部沿海省份，南端濒地中海，北起顺时针与阿尔代什省、沃克吕兹省、罗讷河口省、埃罗省、阿韦龙省和洛泽尔省接壤。
与玛格丽特接壤的市镇（或旧市镇、城区）包括：伯祖斯、卡布里耶尔、芒迪埃勒、尼姆、普尔斯、勒代桑、圣热尔瓦西、罗迪扬。
玛格丽特的时区为UTC+01:00、UTC+02:00（夏令时）。

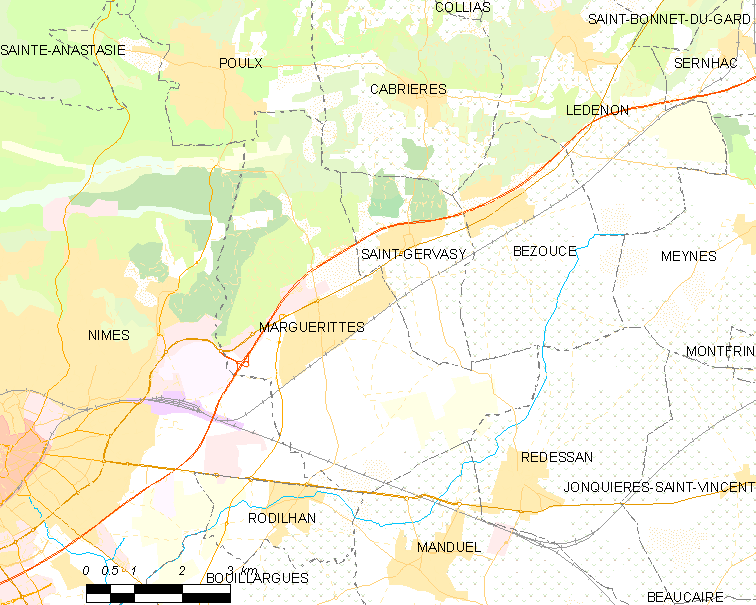
玛格丽特的OSM定位图

## 行政
玛格丽特的邮政编码为30320，INSEE市镇编码为30156。

## 政治
玛格丽特所属的省级选区为玛格丽特县，同时也是该县的中央投票站所在地。

## 人口

1962-2008年间玛格丽特人口变化图示

玛格丽特于2022年1月1日时的人口数量为8370人。